# Football Club Igea Virtus Barcellona 2006-2007
Questa voce raccoglie le informazioni riguardanti  il Football Club Igea Virtus Barcellona nelle competizioni ufficiali della stagione 2006-2007.

## Rosa
| N. |                           | Ruolo | Calciatore           |
| -- | ------------------------- | ----- | -------------------- |
| -  | Argentina (bandiera)      | A     | Jonathan Alessandro  |
| -  | Italia (bandiera)         | D     | Giuseppe Alizzi      |
| -  | Italia (bandiera)         | C     | Francesco Alosi      |
| -  | Italia (bandiera)         | P     | Stefano Ambrosi      |
| -  | Italia (bandiera)         | A     | Antonio Berenato     |
| -  | Italia (bandiera)         | C     | Alessandro Bonaffini |
| -  | Italia (bandiera)         | C     | Antonio Condello     |
| -  | Italia (bandiera)         | A     | Filippo Crinò        |
| -  | Italia (bandiera)         | C     | Francesco D'Anna     |
| -  | Costa d'Avorio (bandiera) | C     | Almamy Doumbia       |
| -  | Italia (bandiera)         | D     | Pasquale Fazio       |
| -  | Italia (bandiera)         | C     | Marco Fina           |
| -  | Italia (bandiera)         | A     | Salvatorino Frisenda |

| N. |                   | Ruolo | Calciatore           |
| -- | ----------------- | ----- | -------------------- |
| -  | Italia (bandiera) | D     | Carmelo La Spada     |
| -  | Italia (bandiera) | P     | Manolo Leacche       |
| -  | Italia (bandiera) | A     | Alessandro Marotta   |
| -  | Italia (bandiera) | C     | Santo Matinella      |
| -  | Italia (bandiera) | C     | Cristian Mauro       |
| -  | Italia (bandiera) | C     | Antonino Mento       |
| -  | Italia (bandiera) | D     | Giuseppe Occhipinti  |
| -  | Italia (bandiera) | D     | Marco Palma          |
| -  | Italia (bandiera) | D     | Antonino Panarello   |
| -  | Italia (bandiera) | A     | Giovanni Ricciardo   |
| -  | Cile (bandiera)   | A     | Mauricio Sanguinetti |
| -  | Italia (bandiera) | D     | Simone Tamburro      |